# Czechy na Mistrzostwach Świata w Lekkoatletyce 2011
Czechy na Mistrzostwach Świata w Lekkoatletyce 2011 były reprezentowane przez 21 zawodników.

## Wyniki reprezentantów Czech

### Mężczyźni

#### Konkurencje biegowe
| Konkurencja   | Zawodnik     | Eliminacje | Eliminacje | Półfinał | Półfinał | Finał    | Finał   |
| Konkurencja   | Zawodnik     | Rezultat   | Pozycja    | Rezultat | Pozycja  | Rezultat | Pozycja |
| ------------- | ------------ | ---------- | ---------- | -------- | -------- | -------- | ------- |
| Bieg na 200 m | Pavel Maslák | 20,63 (PB) | 11. Q      | 20,87    | 14.      |          |         |

#### Konkurencje techniczne
| Konkurencja    | Zawodnik         | Eliminacje | Eliminacje | Finał        | Finał   |
| Konkurencja    | Zawodnik         | Rezultat   | Pozycja    | Rezultat     | Pozycja |
| -------------- | ---------------- | ---------- | ---------- | ------------ | ------- |
| Skok wzwyż     | Jaroslav Bába    | 2,31 m     | 8. Q       | 2,32 m       | 4.      |
| Skok o tyczce  | Jan Kudlička     | 5,50 m     | 12. q      | 5,65 m (SB)  | 9.      |
| Pchnięcie kulą | Jan Marcell      | 19,51 m    | 20.        |              |         |
| Rzut dyskiem   | Jan Marcell      | 62,29 m    | 13.        |              |         |
| Rzut oszczepem | Vítězslav Veselý | 81,64 m    | 8. q       | 84,11 m (SB) | 4.      |
| Rzut oszczepem | Jakub Vadlejch   | 80,08 m    | 16.        |              |         |
| Rzut oszczepem | Petr Frydrych    | 76,18 m    | 24.        |              |         |
| Dziesięciobój  | Roman Šebrle     |            |            | 8069 pkt.    | 13.     |

### Kobiety

#### Konkurencje biegowe
| Konkurencja                   | Zawodniczka                                                       | Eliminacje | Eliminacje | Półfinał     | Półfinał | Finał    | Finał   |
| Konkurencja                   | Zawodniczka                                                       | Rezultat   | Pozycja    | Rezultat     | Pozycja  | Rezultat | Pozycja |
| ----------------------------- | ----------------------------------------------------------------- | ---------- | ---------- | ------------ | -------- | -------- | ------- |
| Bieg na 400 m                 | Denisa Rosolová                                                   | 52,51      | 19. Q      | 52,53        | 20.      |          |         |
| Bieg na 100 m przez płotki    | Lucie Škrobáková                                                  | 12,89 (SB) | 7. Q       | 12,98        | 16.      |          |         |
| Bieg na 400 m przez płotki    | Zuzana Hejnová                                                    | 55,12      | 7. Q       | 54,76        | 4. Q     | 54,23    | 7.      |
| Bieg na 3000 m z przeszkodami | Marcela Lustigová                                                 |            |            | 10:12,54     | 30.      |          |         |
| Sztafeta 4 × 400 m            | Denisa Rosolová Zuzana Bergrová Jitka Bartoničková Zuzana Hejnová |            |            | 3:26,01 (SB) | 8. q     | 3:26,57  | 7.      |
| Chód na 20 km                 | Lucie Pelantová                                                   |            |            |              |          | 1:35:45  | 25.     |
| Chód na 20 km                 | Zuzana Schindlerová                                               |            |            |              |          | 1:39:57  | 34.     |

#### Konkurencje techniczne
| Konkurencja    | Zawodniczka               | Eliminacje | Eliminacje | Finał       | Finał   |
| Konkurencja    | Zawodniczka               | Rezultat   | Pozycja    | Rezultat    | Pozycja |
| -------------- | ------------------------- | ---------- | ---------- | ----------- | ------- |
| Skok o tyczce  | Jiřina Ptáčníková         | 4,55 m     | 5. q       | 4,65 m (SB) | 7.      |
| Rzut dyskiem   | Věra Pospíšilová-Cechlová | 53,87 m    | 23.        |             |         |
| Rzut oszczepem | Barbora Špotáková         | 63,40 m    | 4. Q       | 71,58 m     | 2.      |
| Rzut oszczepem | Jarmila Klimešová         | 59,65 m    | 12. q      | 59,27 m     | 8.      |
| Siedmiobój     | Kateřina Cachová          |            |            | 5908 pkt.   | 21.     |